# كاستوس كالينوفسكي
كاستوس كالينوفسكي (2 فبراير 1838 - 22 مارس 1864) كان كاتب، صحفي، محامي وثوري بيلاروسي كان أحد قادة النهضة الوطنية البولندية الليتوانية والبيلاروسية وقائد انتفاضة يناير.